# Мешко II
Ме́шко II Ламберт (пол. Mieszko II Lambert; іноді пол. Mieczysław II Gnuśny, 990 — 10/11 травня 1034) — польський король (1025—1031) та князь (1032—1034) з династії П'ястів, син Болеслава I Хороброго.
Болеслав I мав трьох дітей: Безприма, Мешка і Оттона. Після смерті Болеслава Хороброго німецькі феодали почали готувати новий наступ на Польщу. Старший Безприм був заточений у замок Равенну, а Мешко проголошений королем. Приводом до погіршення польсько-німецьких відносин послугувала коронація Мешка II королівською короною. Новий король не підтримував нового німецького імператора Конрада II з франконської Салічної династії, а підтримував лотаринзьких принців на чолі з Фредеріком.
Оцінюючи особистість Мешка II, Галл Анонім пише:
«Був Мешко енергійним воїном і здійснив багато нецарських подвигів, розповісти про які знадобилось би надто багато часу. Всім сусідам він був, однак, ненависний через ту ненависть, що вони відчували до його батька. Але не відрізнявся він так багатством, ані звичаями, ані блиском життя, як його батько».
Мешко II відмовився від Словаччини і вступив в союз із Угорщиною. Одночасно він застосував енергійні засоби для укріплення внутрішнього стану польської держави. Для цієї мети Мешко намагався, частково, використати католицьку церкву, щедро обдаровуючи її новими привілеями. На зміну ліквідованого за Болеслава І Колобжезького єпископства було встановлено єпископство у Кригивіці. Поморський князь Дмитріх, який відмовився визнати владу Мешка II та платити йому данину, був вигнаний із країни і втік у імперію.

## Хронологія
- 1027 — Польща зазнала поразки від Угорщини в боротьбі за Словаччину.
- 1028 — Похід Мешка II в Саксонію.
- 1029 — Конрад II окупував частину Лужиці.
- 1030 — Другий похід Мешка II в Саксонію. Приблизно в 1030 році Мешко вигнав своїх братів з Польщі. Вони тікають на Русь.
- 1031 — Священна Римська імперія і Київська Русь нападають на Польщу, яка програла війну. Червенські міста відійшли до Русі, Лужиця і Мільсько — до Священної Римської імперії, Моравія закріплена за чехами, а Словаччина — за Угорщиною. Мешко II був скинутий з престолу братом Безпримом. За підтримки чеського короля Ольджиха Мешко знову посів польський престол.
- 1032 — Конрад II поділив Польщу між Мешком і Оттоном. Проте Оттон скоро помер. На короткий час Мешко II керував країною одноосібно. Мешко видав свою дочку Гертруду заміж за великого князя київського Ізяслава I.
- 1034 — Польський князь Мешко II помер. Після його смерті у країні почалися численні язичницькі повстання.

Після смерті Мешка II 1034 року польський престол перейшов до його старшого сина Болеслава Забутого.